# Altération météoritique
 (avril 2020).
Si vous disposez d'ouvrages ou d'articles de référence ou si vous connaissez des sites web de qualité traitant du thème abordé ici, merci de compléter l'article en donnant les références utiles à sa vérifiabilité et en les liant à la section « Notes et références ».

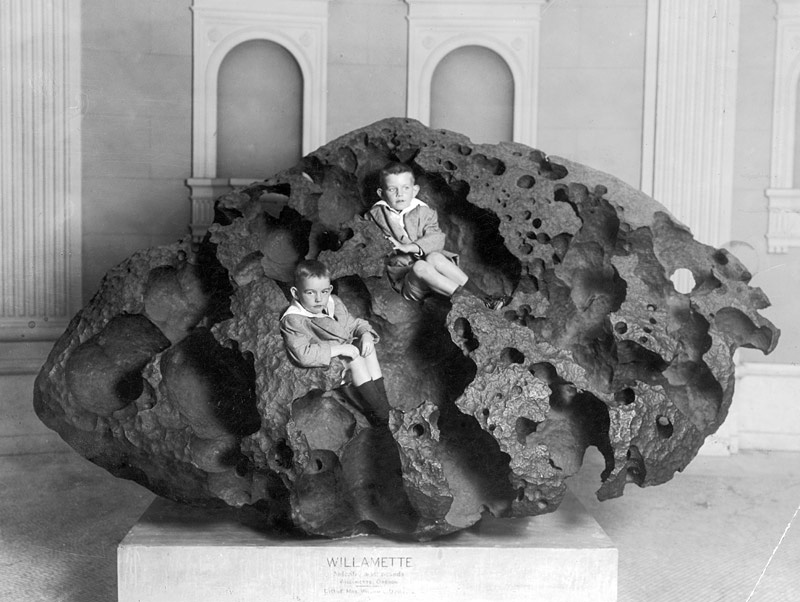
Deux enfants assis dans les regmaglyptes de la météorite de Willamette qui a probablement perdu 6 tonnes par météorisation.

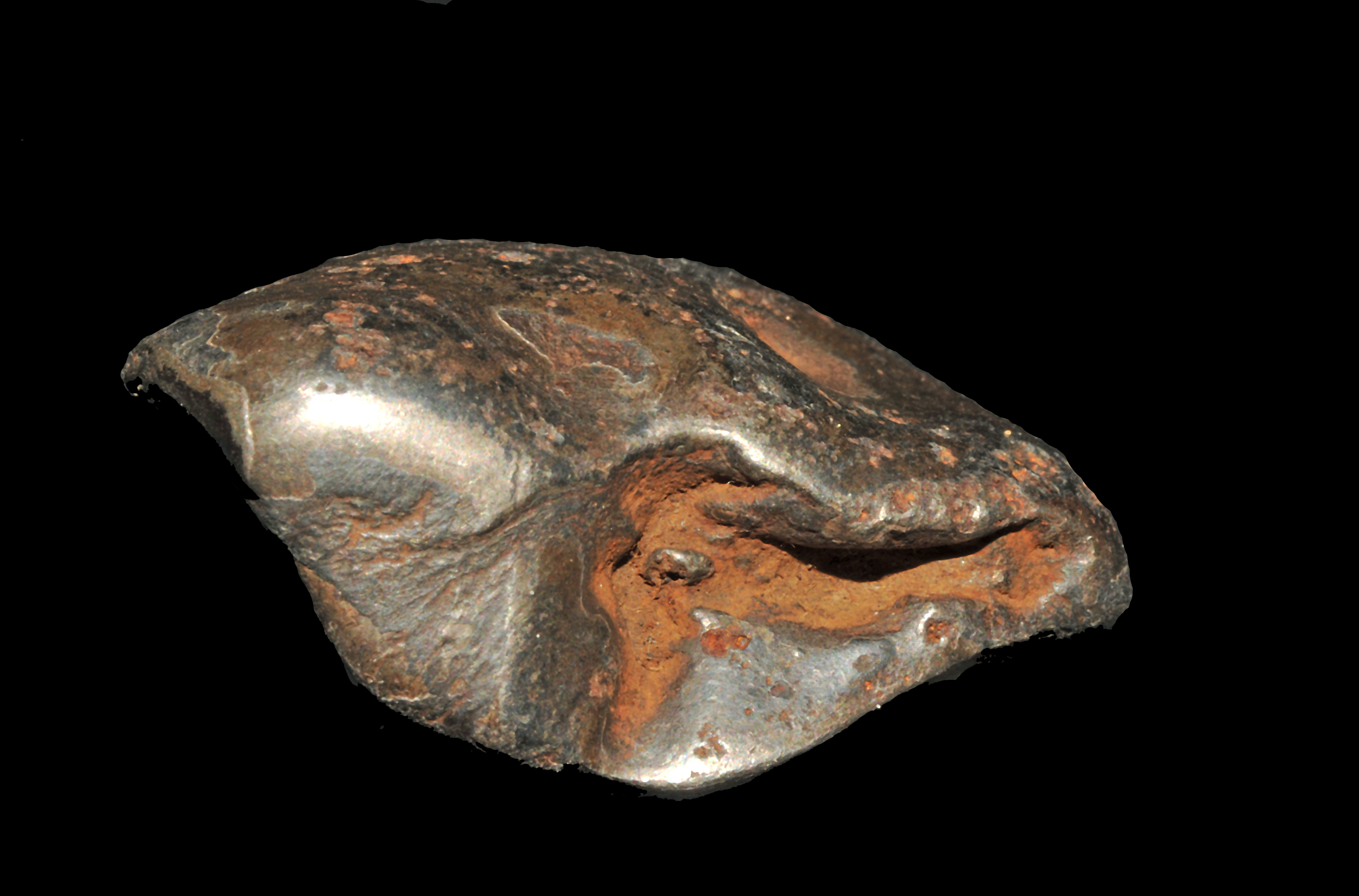
Rouille visible sur la météorite de Sikhote-Aline.

L’altération météoritique, à ne pas confondre avec la météorisation ou altération météorique, désigne l'altération terrestre d'une météorite. La majorité des météorites se sont formées au début de la condensation de la nébuleuse solaire. Leur âge, déterminé grâce à la datation radiométrique, est en général compris entre 4,40 et 4,56 milliards d'années, ce qui en fait de loin les plus vieilles roches sur Terre. Cependant, malgré leur âge, elles sont assez vulnérables à l'environnement terrestre : l'érosion, l'oxydation les attaquent dès qu'elles atteignent le sol.

## Niveau d'oxydation des météorites
Afin de quantifier le degré d'altération d'une vieille météorite, plusieurs indices qualitatifs d'altération ont été appliqués à des échantillons désertiques, notamment en Antarctique. 
L'échelle la plus connue du niveau d'oxydation est basée sur les effets observés dans les lames minces polies : elle va de W0 (météorite vierge) à W6 (météorite très altérée) : 
- W0 : pas d'oxydation, météorite tombée très récemment (< quelques mois) ;
- W1 : oxydation très faible enveloppant les nodules métalliques et de troïlites, veines d'oxydes étroites ;
- W2 : oxydation des métaux modérée (environ 20 à 60 % sont altérés) ;
- W3 : la forme oxydée remplace la majorité des métaux (60 à 95 %) ;
- W4 : oxydation complète des métaux (> 95 %) mais aucune altération des silicates ;
- W5 : légère altération des silicates, surtout le long des fissures ;
- W6 : remplacement massif des silicates par l'oxyde et des argiles minérales.

Le Meteorite Working Group Centre spatial Lyndon B. Johnson utilise des catégories d'altération A, B, C et E pour désigner l'altération des météorites antarctiques :
- A : rouille légère ; halos de rouille sur les particules métalliques et les taches de rouille le long de fractures sont mineures ;
- B : rouille modérée ; grands halos de rouille sur les particules métalliques et taches de rouille nombreuses sur les fractures internes ;
- C : rouille importante ; particules métalliques la plupart du temps colorées par la rouille ;
- E : minéraux évaporitiques visibles à l'œil nu.

### Sources
- (en) Cet article est partiellement ou en totalité issu de l’article de Wikipédia en anglais intitulé « Meteorite weathering » (voir la liste des auteurs).